# جو ای لوئیس
جو ای لوئیس (انگلیسی: Joe E. Lewis؛ ۱۲ ژانویهٔ ۱۹۰۲ – ۴ ژوئن ۱۹۷۱) یک هنرپیشه، و خواننده اهل ایالات متحده آمریکا بود.